# Olivia Whitlam
Olivia Whitlam (ur. 16 września 1985 w Warrington) – brytyjska wioślarka.

## Osiągnięcia
- Igrzyska Olimpijskie – Pekin 2008 – dwójka bez sternika – 6. miejsce[1].
- Mistrzostwa Świata – Poznań 2009 – dwójka bez sternika – 6. miejsce[1].
- Mistrzostwa Świata – Poznań 2009 – ósemka – 2. miejsce (eliminacje)[1].